# Schienengebundene Bahnen mit Linearantrieb

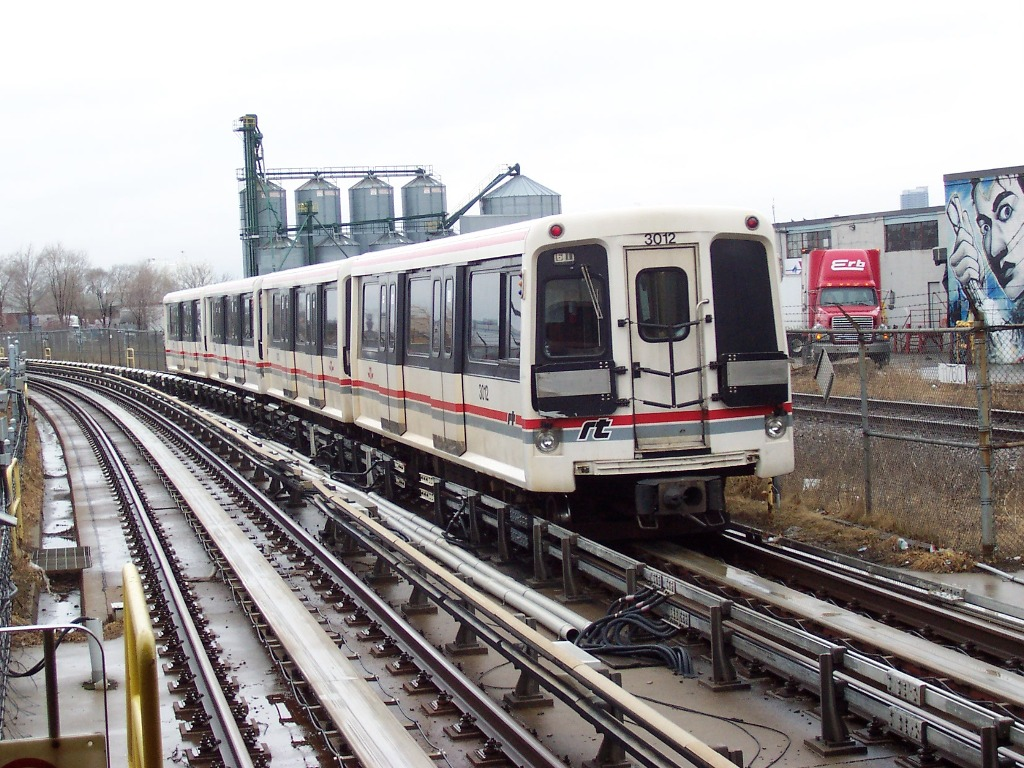
Linear angetriebener Zug des Typs UTDC Mark I auf der Scarborough-Linie des Toronto Subway

Schienengebundene Bahnen mit Linearantrieb sind Bahnen des öffentlichen Personenverkehrs, die wie Magnetschwebebahnen von Linearmotoren bewegt werden, anders als jene jedoch auf konventionellen Gleisen laufen.

## Vorgeschichte
Im Jahr 1922 führte der Ingenieur Hermann Kemper erste Experimente zur Magnetschwebetechnik durch. 1934 wurde ihm das entsprechende grundlegende Patent erteilt. Am 2. April 1971 fand in Ottobrunn bei München eine erste Versuchsfahrt des Prinzipfahrzeugs einer Magnetschwebebahn statt. Es bildete die Grundlage für Magnetschwebebahnen wie den Transrapid und die M-Bahn, die mit Linearmotoren bewegt werden.
Daneben fand die Technik des Linearantriebs auch bei konventionellen Rad-Schiene-Systemen Anwendung. Eine Versuchsstrecke für Schienenfahrzeuge mit Linearmotoren existierte von 1972 bis 1974 in Berlin-Siemensstadt.

## Geschichte
Für die Weltausstellung des Jahres 1986 benötigte die kanadische Metropole Vancouver ein leistungsfähiges Nahverkehrsmittel, das innovativ sein und möglichst störungsfrei funktionieren sollte. Eine hochmoderne technische Konzeption mit vollautomatischem Betrieb und rechnergesteuerten Informations- und Überwachungseinrichtungen sowie die Anwendung des Linearantriebs waren wesentliche Elemente. Der Linear-Induktions-Motor versprach eine weitgehende Betriebssicherheit auch bei Tiefschnee und gefrierendem Regen. Bei diesem Antriebssystem sind die Fahr- und Bremsvorgänge vollkommen unabhängig von der Rad-Schiene-Adhäsion.
Am 29. Dezember 1978 wurde nahe der kanadischen Stadt Kingston das Transit Development Center der Urban Transportation Development Corporation (UTDC) eröffnet. Dessen Versuchsgelände mit einem 2,5 km langen Gleisoval war für die Erprobung des von der UTDC neu entwickelten, schienengebundenen Nahverkehrssystems Intermediate Capacity Transit System (ICTS) vorgesehen. Die wichtigsten Merkmale des auf konventioneller Rad-Schiene-Technik beruhenden Systems waren der vollautomatische Betrieb (System SelTrac) und der Antrieb durch Linearmotoren. Die Versorgung des auf zwei Drehgestellen ruhenden ICTS-Versuchswagens mit 600 V Gleichspannung erfolgte über eine seitliche Stromschiene. Seine Höchstgeschwindigkeit betrug 72 km/h bei einem Beschleunigungsvermögen von 1,6 m/s².
Die linear angetriebenen Züge des Vancouver SkyTrain und des AirTrain JFK wurden beim UTCD entwickelt und gebaut.

## Betriebe

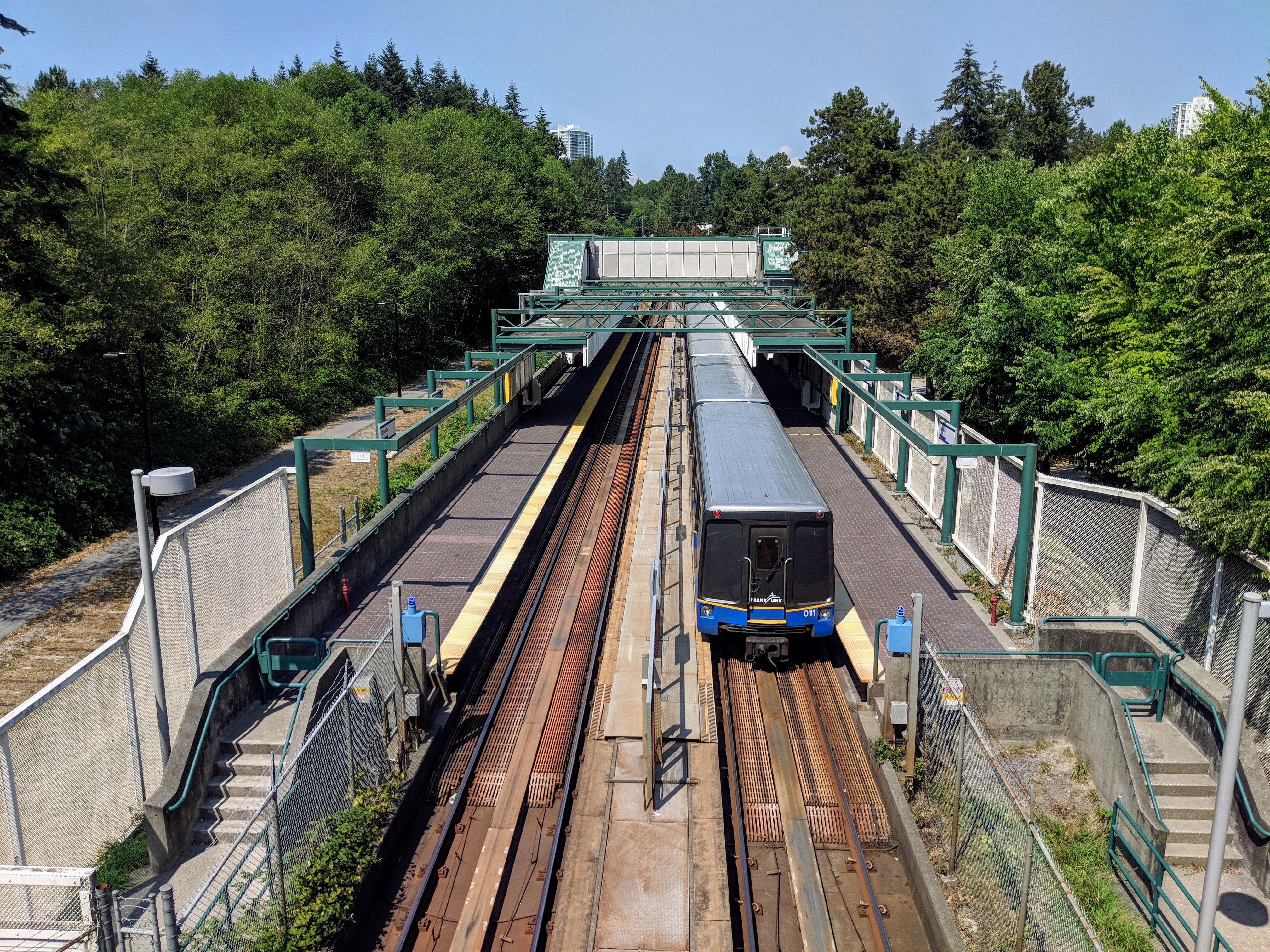
Station Edmonds der Expo Line in Vancouver, im Gleis der Ständer des Linearmotors, der dem Stator der rotierenden Maschine entspricht

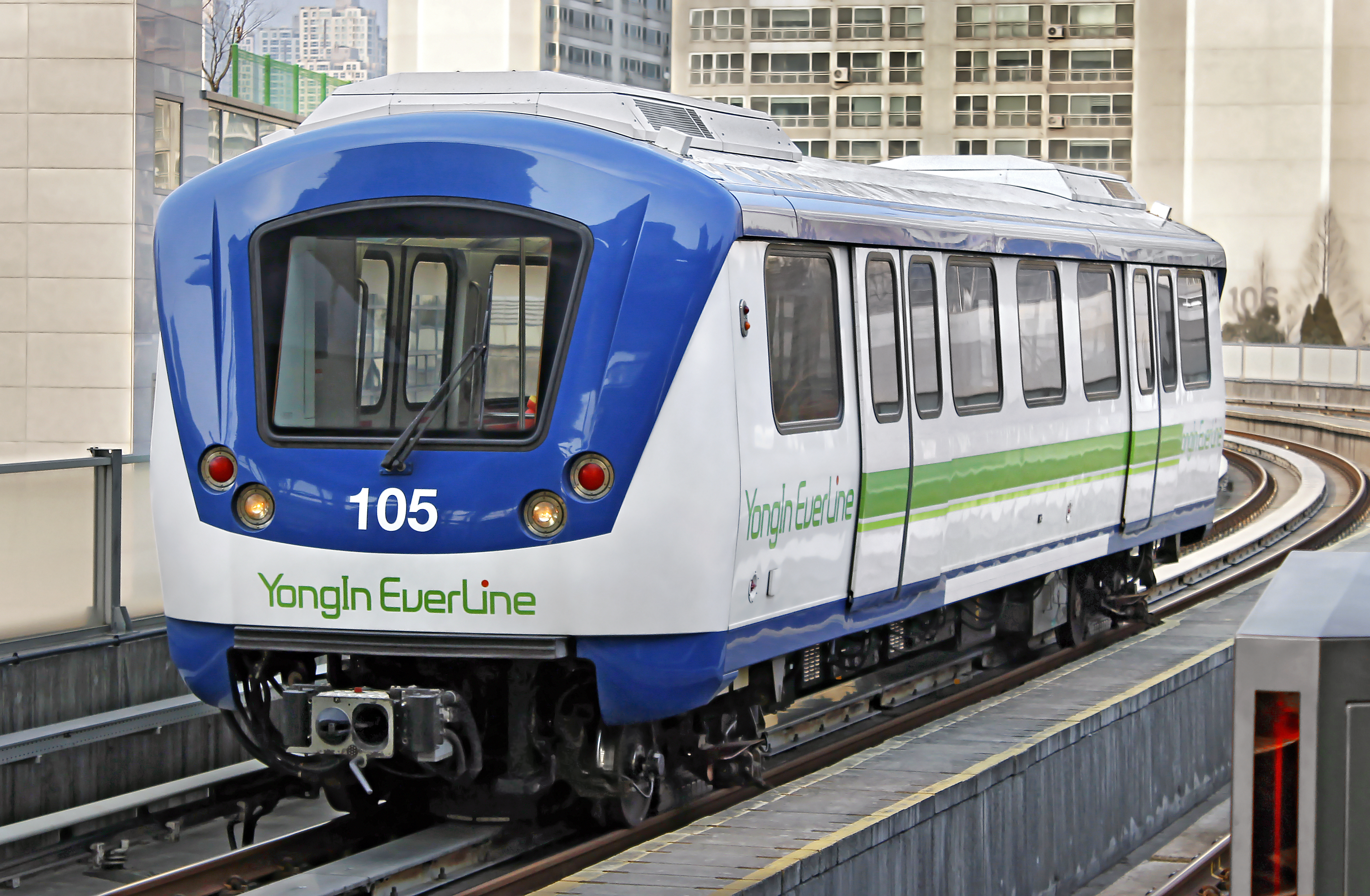
Einzeln laufendes Fahrzeug der Everline in Yongin

In Kanada existieren drei schienengebundene Strecken des öffentlichen Personennahverkehrs (ÖPNV), auf denen linear angetriebene Fahrzeuge verkehren. Am 23. März 1985 ging die 6,4 km lange, normalspurige Scarborough-Linie (Scarborough RT) des Toronto Subway in Betrieb. Die 28,9 km lange Expo Line des SkyTrain in Vancouver wurde am 3. Januar 1986 eröffnet, am 5. Januar 2002 folgte ebenda die 20,3 km lange Millennium Line.
In den Vereinigten Staaten werden der Detroit People Mover (1987, 4,7 km) und der AirTrain JFK, der den New Yorker Flughafen John-F.-Kennedy an die U-Bahn und die Vorortzüge der Long Island Railroad (LIRR) anschließt, nach diesem Prinzip betrieben.
Verbreitung fand der Linearantrieb bei schienengebundenen Systemen auch in Japan. In Tokio ist dies bei der am 12. Dezember 2000 eröffneten, 40,7 km langen Ōedo-Linie der Toei-U-Bahn der Fall. Erste japanische Strecke mit linear angetriebenen Zügen war die 1990 eröffnete Nagahori~Tsurumi-ryokuchi-Linie der U-Bahn Osaka, 2006 folgte deren Imazatosuj-Linie. Bei der U-Bahn Fukuoka werden die Züge der 12 km langen Nanakuma-Linie linear bewegt.
Auf den Linien 4 und 5 der Guangzhou Metro in Guangzhou, der Hauptstadt der chinesischen Provinz Guangdong, verkehren ebenfalls durch Linearmotoren angetriebene Züge. Die Linie 4 (43,7 km lang) wurde 2005, die Linie 5 (31,9 km lang) im Jahr 2009 eröffnet. 2008 ging in Peking der 28 km lange Airport Express in Betrieb.
Weitere schienengebundene Bahnen mit Linearantrieb:
- Kelana Jaya Line in der malaysischen Hauptstadt Kuala Lumpur (1998, 29 km)
- Everline in der südkoreanischen Stadt Yongin (2013, 18,1 km)

## Fahrzeuge
Der ehemalige Hersteller UTDC im Besitz der Regierung der kanadischen Provinz Ontario, der auch Eisenbahn- und Straßenbahnfahrzeuge baute, wurde 1991 an Bombardier Transportation verkauft. Bombardier nannte die als Mark I bzw. Mark II bezeichneten Baureihen in Innovia ART 100 bzw. Innovia ART 200 um.
Züge des Typs Bombardier Innovia Metro laufen in Vancouver, Toronto, Detroit, New York, Peking und Yongin. Die normalspurigen Fahrzeuge sind 2,65 m breit, sie verkehren einzeln, als gekuppelte Einzelfahrzeuge oder als bis zu vier zusammenhängende, durchgängig begehbare Einheiten. Sie werden über seitlich der Gleise angebrachte Stromschienen mit der nötigen Gleichspannung (600, 650 oder 750 Volt) versorgt.
Es existieren mehrere Bauarten:
- Innovia ART 100 (Vancouver, Toronto, Detroit)
- Innovia ART 200 (Vancouver, New York, Kuala Lumpur, Yongin, Peking)
- Innovia ART 300 bzw. Innovia Metro 300 (Vancouver, Kuala Lumpur)

Die Abkürzung ART steht für „Advanced Rapid Transit“.

UTDC / Bombardier
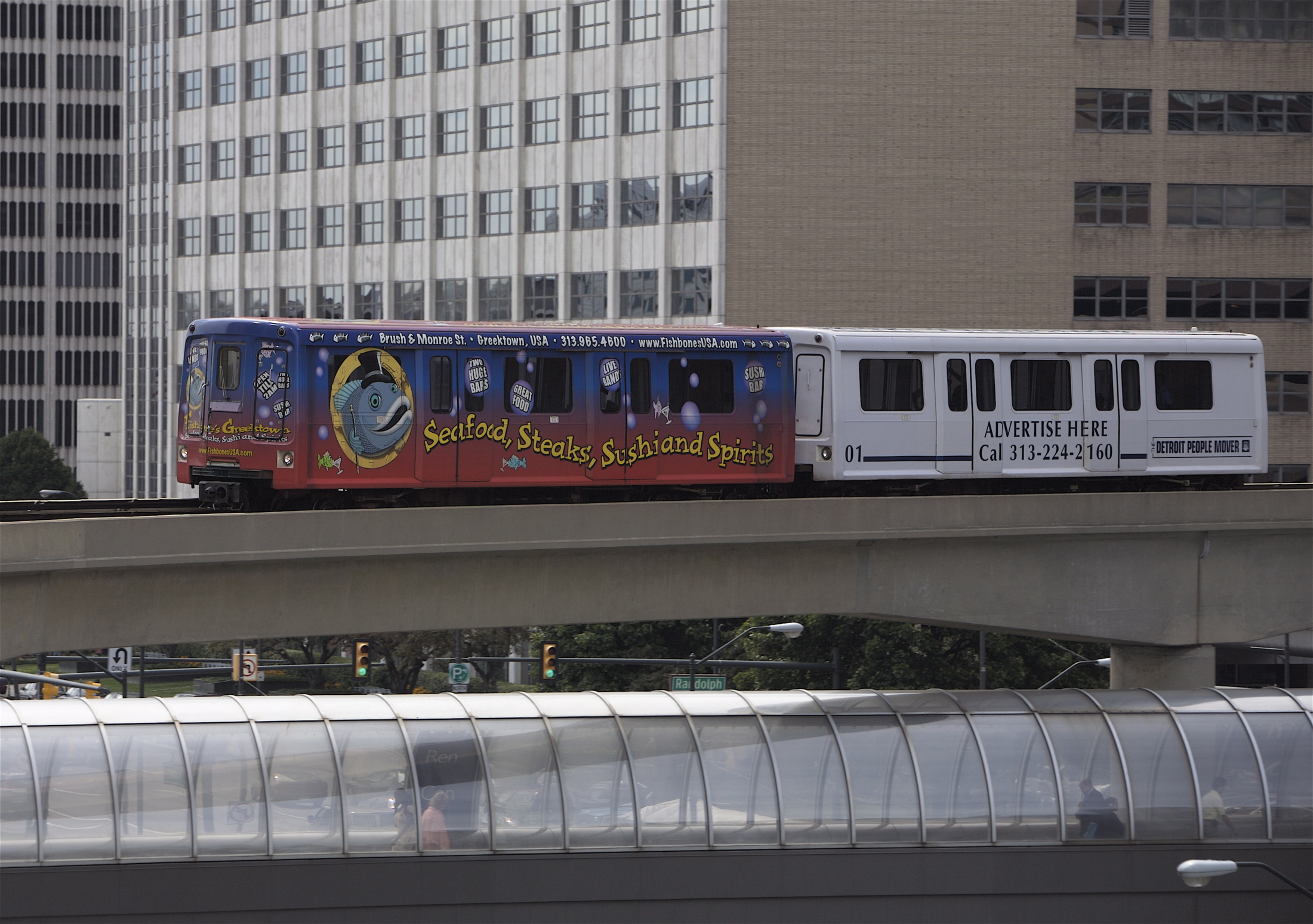
Zwei gekuppelte Einzelfahrzeuge des Typs Mark I, Detroit People Mover
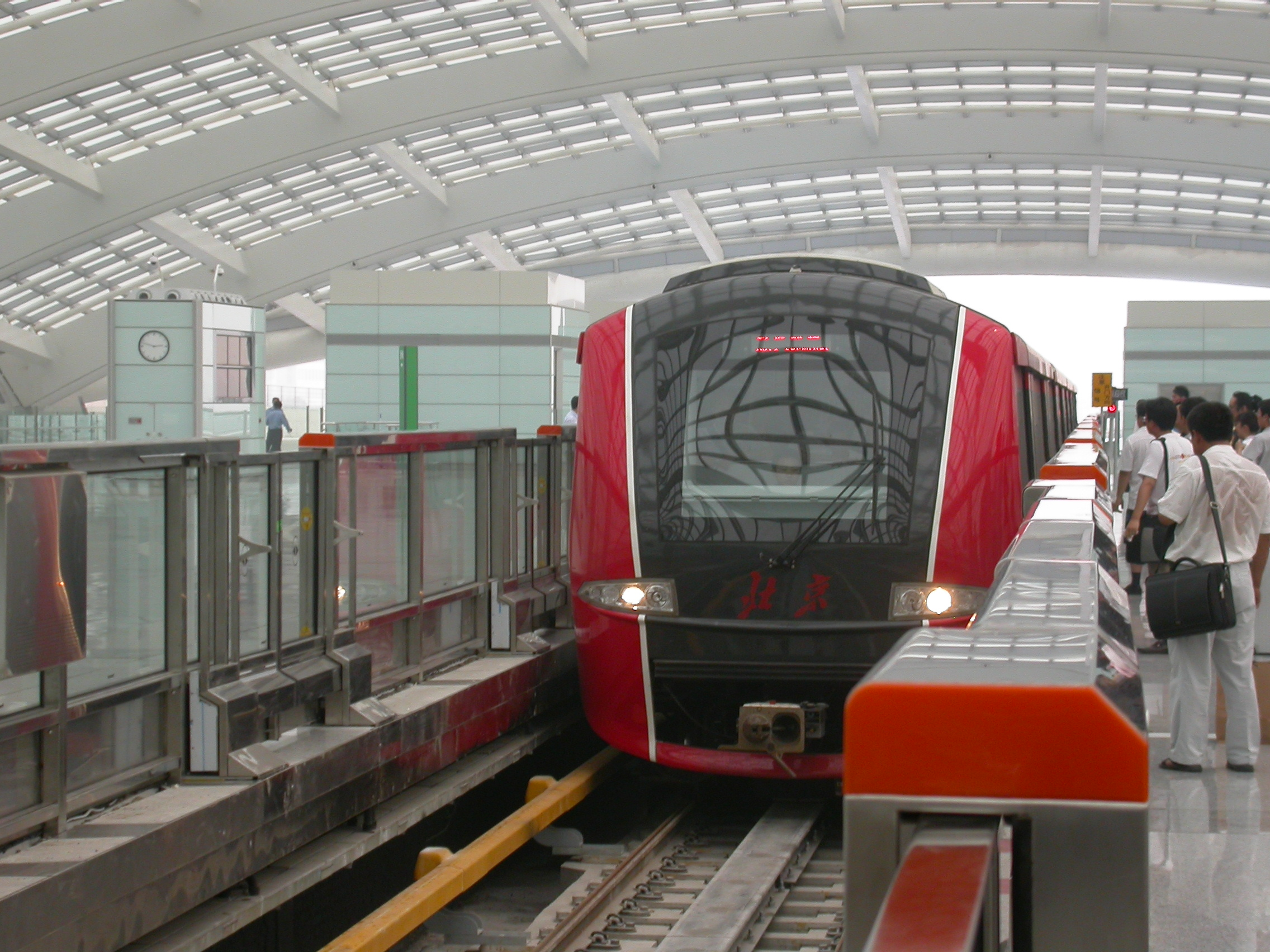
Innovia ART 200, Airport Express Peking
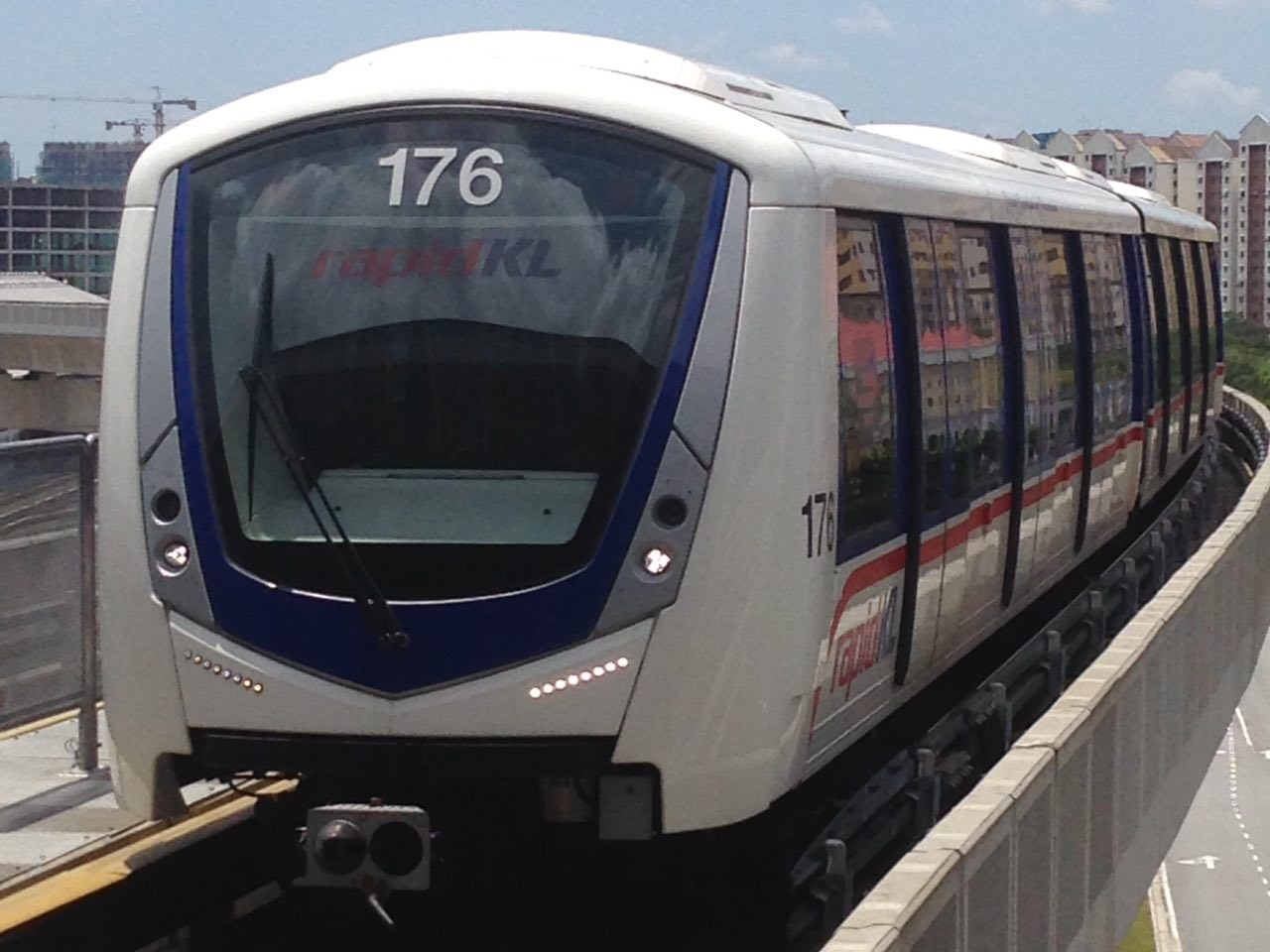
Innovia ART 300, Kelana Jaya Line in Kuala Lumpur
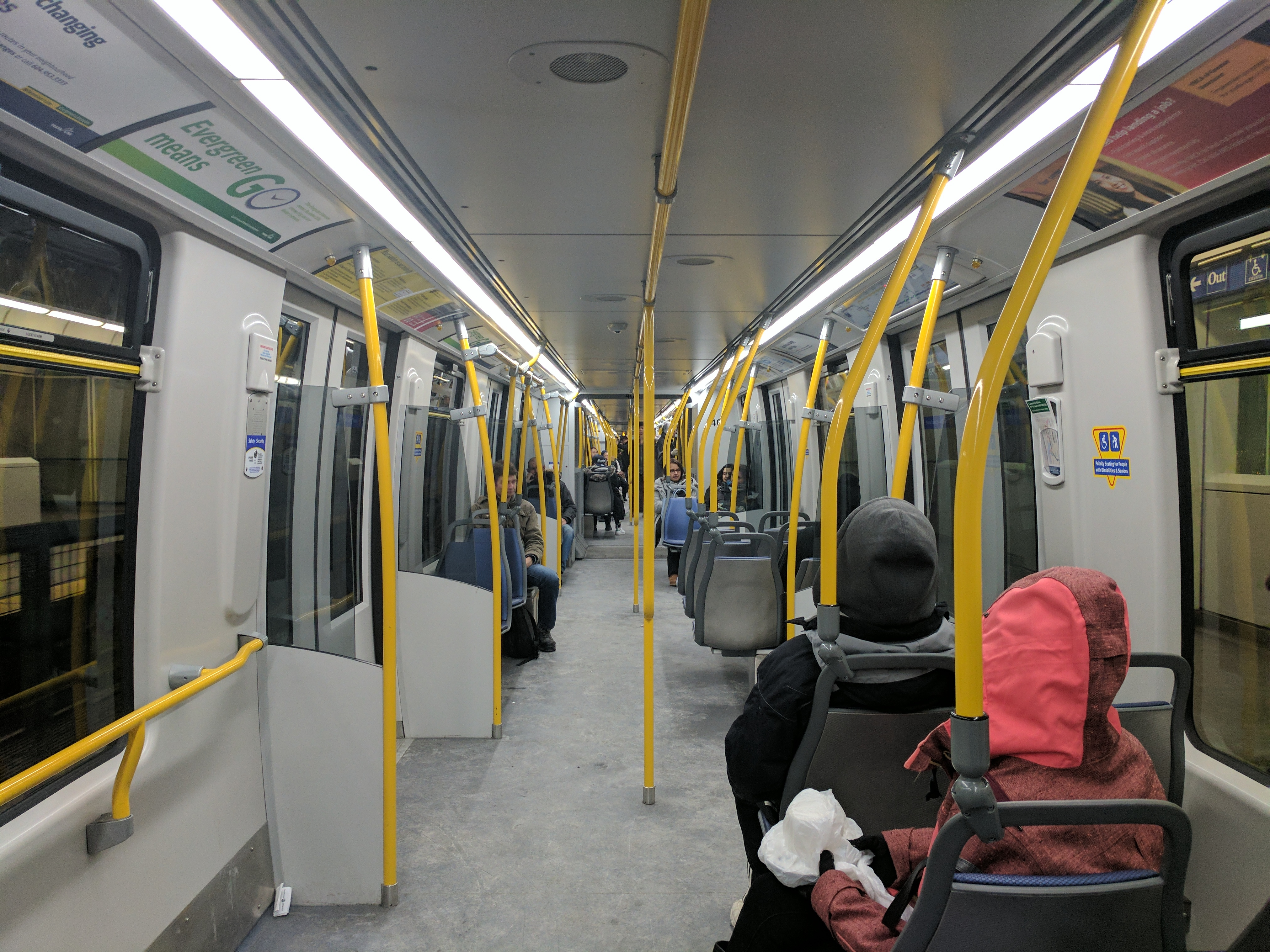
Durchgängig begehbarer Zug (Innovia Metro 300) des Vancouver SkyTrain

Die Fahrzeuge der japanischen Bahnen stammen von dortigen Herstellern. Die Prototypen 12-001 und 12-002 waren herkömmliche Fahrzeuge, die die Japan Transport Engineering Company 1987 auf Linearantrieb umbaute. Nippon Sharyō Seizō lieferte 1991 die ersten sechsteiligen Vorserienzüge, bis 2001 entstanden bei Nippon Sharyō und Hitachi 53 Acht-Wagen-Züge. Die Stromversorgung der in Japan verkehrenden Züge mit einer Gleichspannung von 1500 Volt erfolgt über eine Oberleitung.
Auf den Linien 4 und 5 der Guangzhou Metro laufen Fahrzeuge des japanischen Herstellers Kawasaki Heavy Industries, die im Joint Venture auch bei dem chinesischen Unternehmen CRRC Qingdao Sifang gebaut werden. Sie erhalten ihren Strom (1500 Volt Gleichspannung) über eine seitliche Stromschiene.

Japanische Fahrzeuge
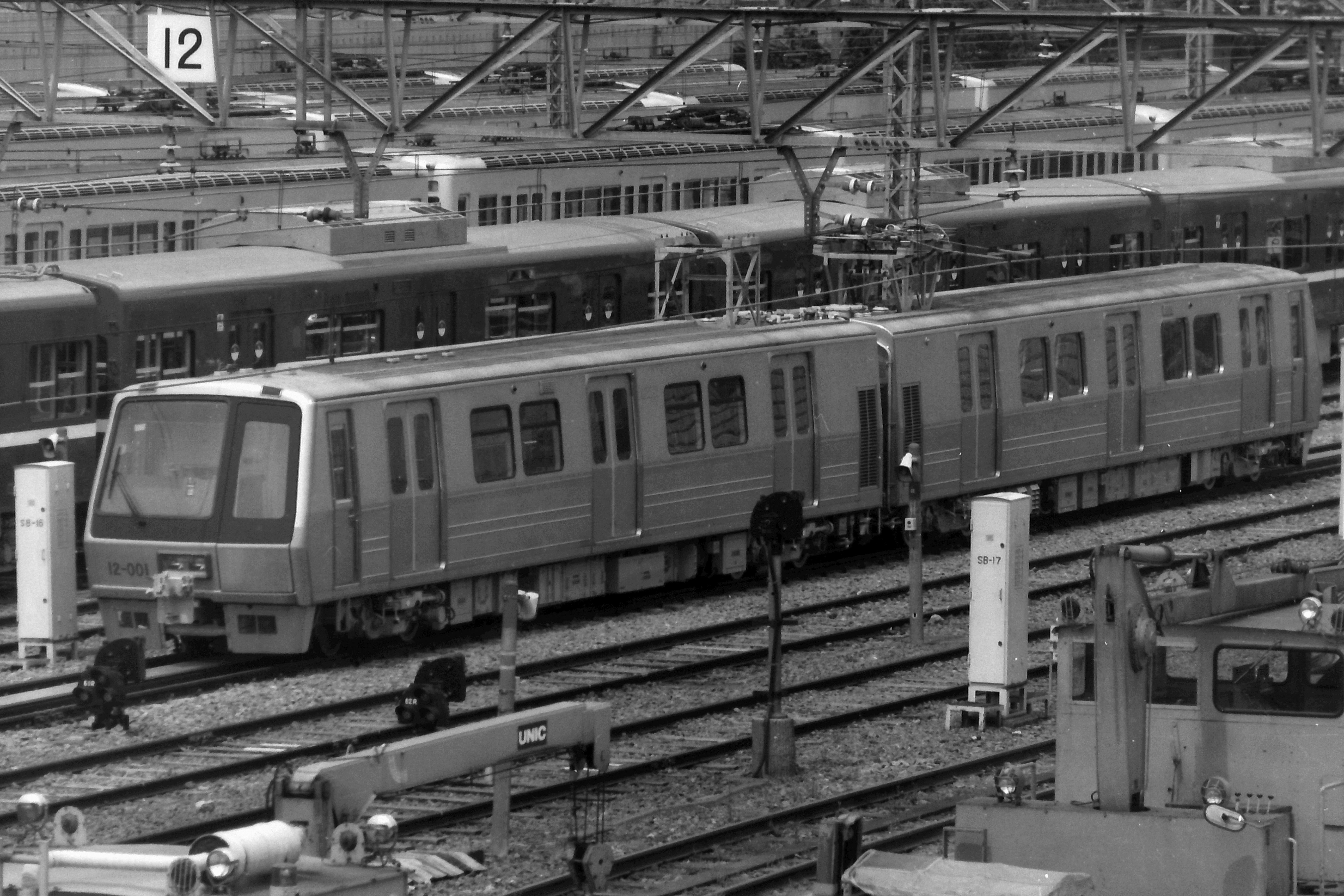
Von Nippon Sharyō Seizō umgebaute japanische Prototypfahrzeuge
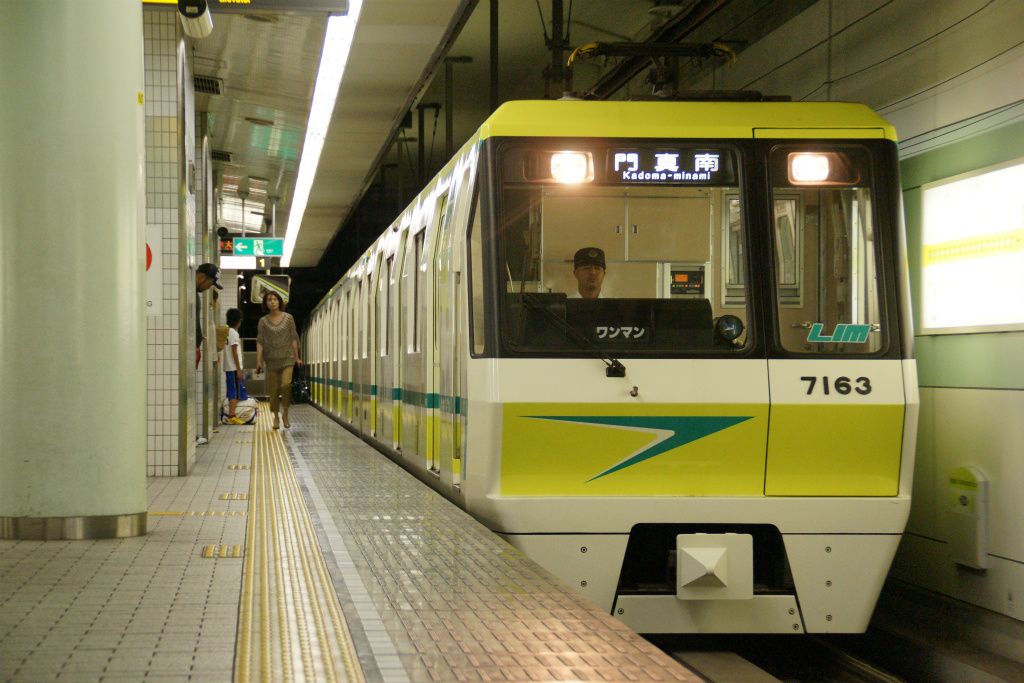
Zug der Baureihe 70 der Nagahori Tsurumi-ryokuchi-Linie der U-Bahn Osaka
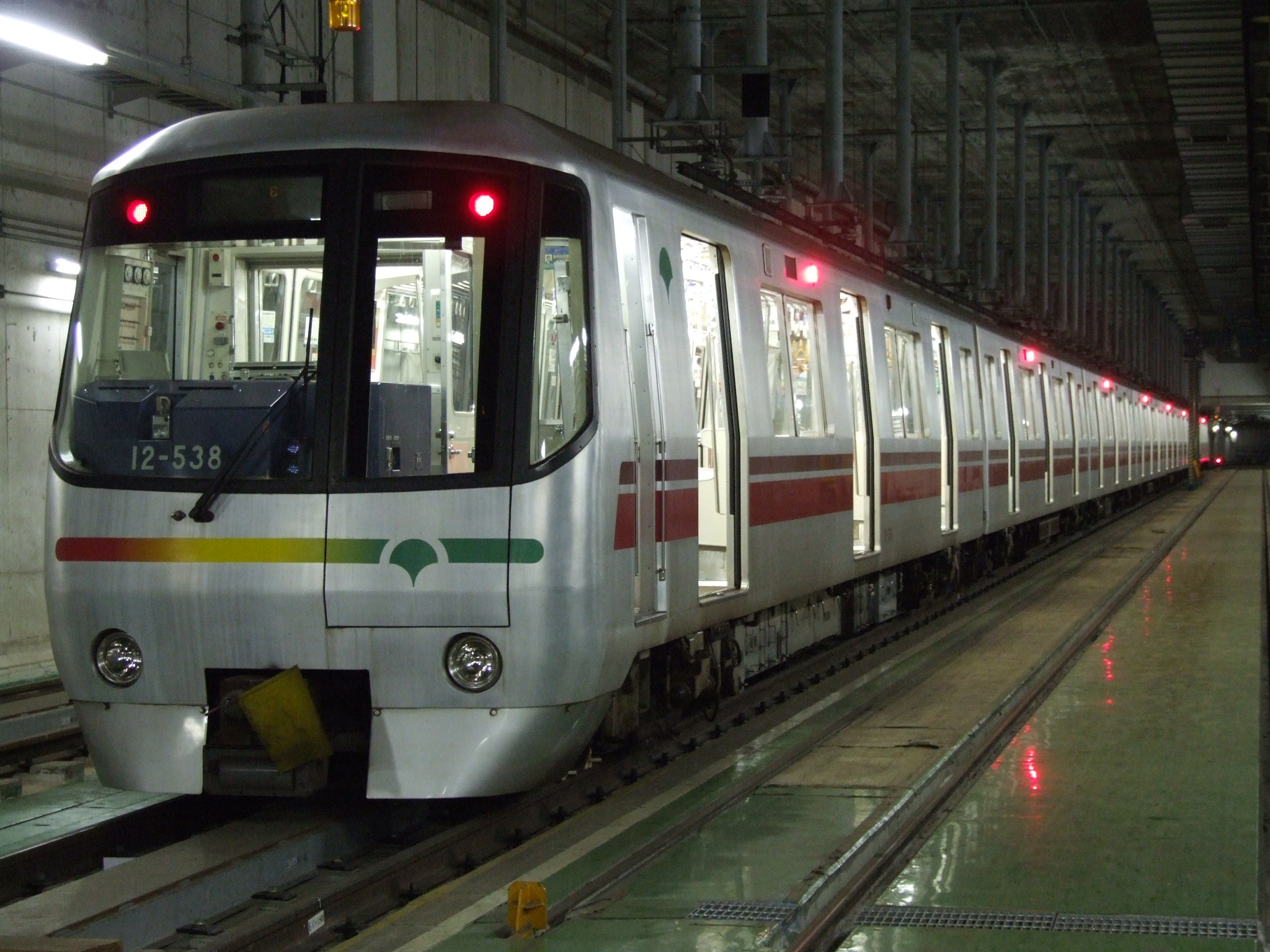
Zug der Baureihe 12-000 der Ōedo-Linie in Tokio
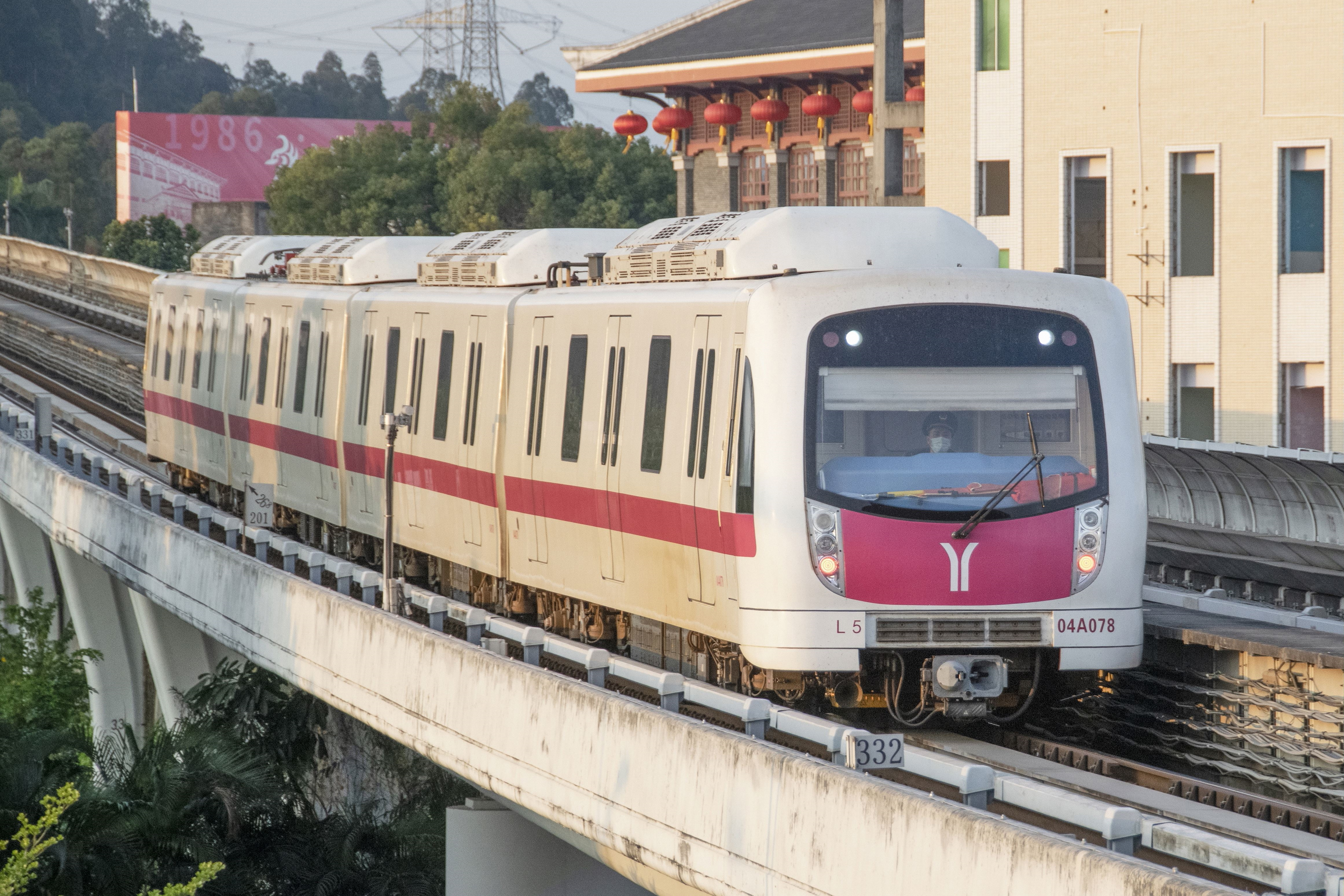
Zug auf der Linie 4 der chinesischen Guangzhou Metro

## Sonstige
Auch Hängebahnen mit Linearantrieb wurden entwickelt:
- Cabinentaxi
- ROMAG (Rohr maglev) von Rohr Industries